# 鳥冠獅子魚
鳥冠獅子魚，為輻鰭魚綱鮋形目杜父魚亞目獅子魚科的其中一種，分布於東北太平洋的阿留申群島海域，棲息深度約285公尺，體長可達3.3公分，為底棲性魚類，屬肉食性，生活習性不明。